# Pavel Kňazík
Pavel Kňazík (* 18. září 1953) je bývalý český fotbalový brankář.

## Fotbalová kariéra
V československé lize chytal za Bohemians Praha. Nastoupil v 1 ligovém utkání. V nižší soutěži chytal i za RH Cheb, Baník Sokolov a Spartak BS Vlašim.

## Ligová bilance
| Ročník                                   | Zápasy | Góly | Klub            |
| ---------------------------------------- | ------ | ---- | --------------- |
| 1. československá fotbalová liga 1975/76 | 1      | 0    | Bohemians Praha |
| CELKEM                                   | 1      | 0    |                 |